# Saint-Remimont, Vosges
Saint-Remimont är en kommun i departementet Vosges i regionen Grand Est (tidigare regionen Lorraine) i nordöstra Frankrike. Kommunen ligger i kantonen Bulgnéville som tillhör arrondissementet Neufchâteau. År 2022 hade Saint-Remimont 211 invånare.

## Befolkningsutveckling
Antalet invånare i kommunen Saint-Remimont
| Referens: INSEE |